# Sam Troughton
Sam Troughton, född 21 mars 1977, är en brittisk skådespelare. Han är känd för rollen som Much i BBC:s storsatsning Robin Hood. Han är son till David Troughton, barnbarn till Doctor Who-skådespelaren Patrick Troughton och hans lillebror är cricketspelaren Jim Troughton.

## Filmografi
- 2000 – Summer in the Suburbs – Polis konstapel
- 2002 – Ultimate Force – Stuart
- 2002 – Foyle's War – Polisman nummer 2
- 2003 – Seven Wonders of the Industrial World – H Percy Boulnois
- 2003 – Sylvia – Tom Hadley-Clarke
- 2003 – Judge John Deed – PC Doug Welkin
- 2004 – Gunpowder, Treason & Plot – Thomas Winter
- 2004 – AVP: Alien vs. Predator – Thomas Parks
- 2004 – Messiah: The Promise – Thomas Stone
- 2004 – Vera Drake – David
- 2005 – Spirit Trap – Nick
- 2005 – Hex – Jez Heriot
- 2006-2008 – Robin Hood – Much
- 2016 – The Hollow Crown
- 2017 – The Ritual
- 2019 – Chernobyl (TV-serie)
- 2024 – Black Doves (TV-serie)
- 2025 – Lockerbie: A Search for Truth (TV-serie)